# Континентальная экспансия США
Континентальная экспансия США — процесс территориально-политического расширения Соединённых Штатов Америки на запад континента Северной Америки с момента обретения независимости Тринадцатью колониями от Великобритании и до образования Континентальных штатов США в своём современном виде.
В настоящей статье представлены все этапы этого процесса в хронологическом порядке с указанием каждой приобретавшейся или утрачиваемой материковой территории, обстоятельств её обретения/утраты. При этом рассматриваются исключительно территориально-политические и правовые (а не межэтнические, экономические или культурные) взаимоотношения государств, что выводит за рамки процесса отношения США с племенами и племенными союзами коренных североамериканцев — см. «доктрина открытия».

## Хронология

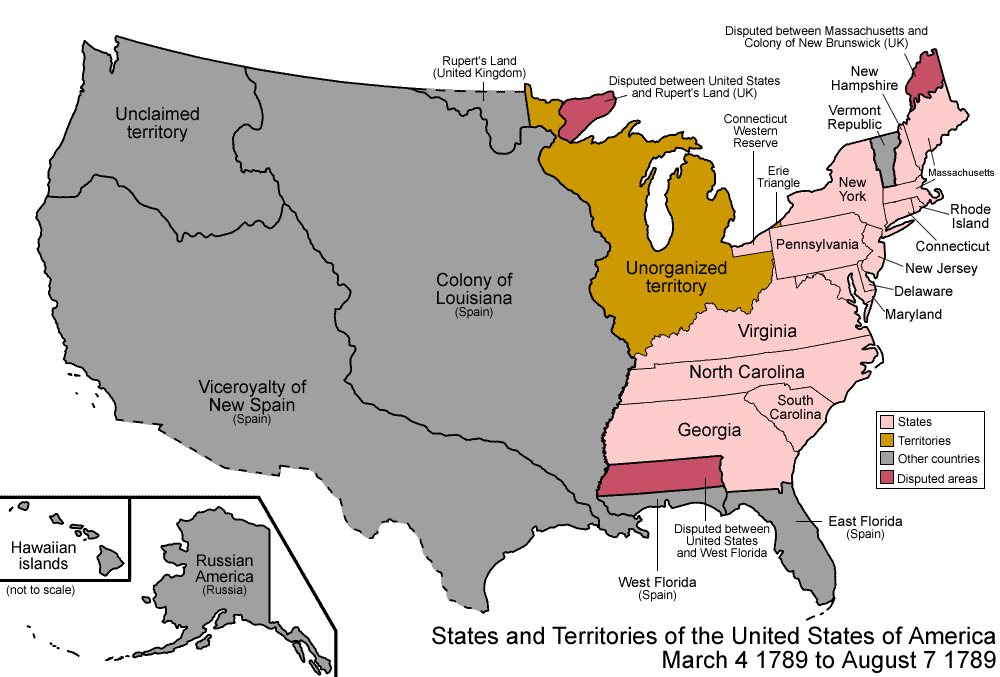
США в 1789 году

### 1780—1800
- 3 сентября 1783 года — Парижский (Версальский) мирный договор. По итогам войны за независимость США (1775—1783) Великобритания признала свои бывшие Тринадцать колоний в качестве суверенных государств. Была установлена госграница между ними и Британской Северной Америкой (с несколькими непрояснёнными участками)[1].

- 4 марта 1791 года непризнанная Республика Вермонт, на части территории которой претендовали штаты Нью-Йорк и Нью-Гемпшир, была мирно аннексирована США и стала 14-м штатом[2].

- 27 октября 1795 года договором Сан-Лоренцо были установлены дружественные отношения между США и Испанией, а также северная граница испанских колоний на побережье Мексиканского залива — в частности, между Западной Флоридой и будущей (1798) Территорией Миссисипи граница устанавливалась по 31-й параллели[3].

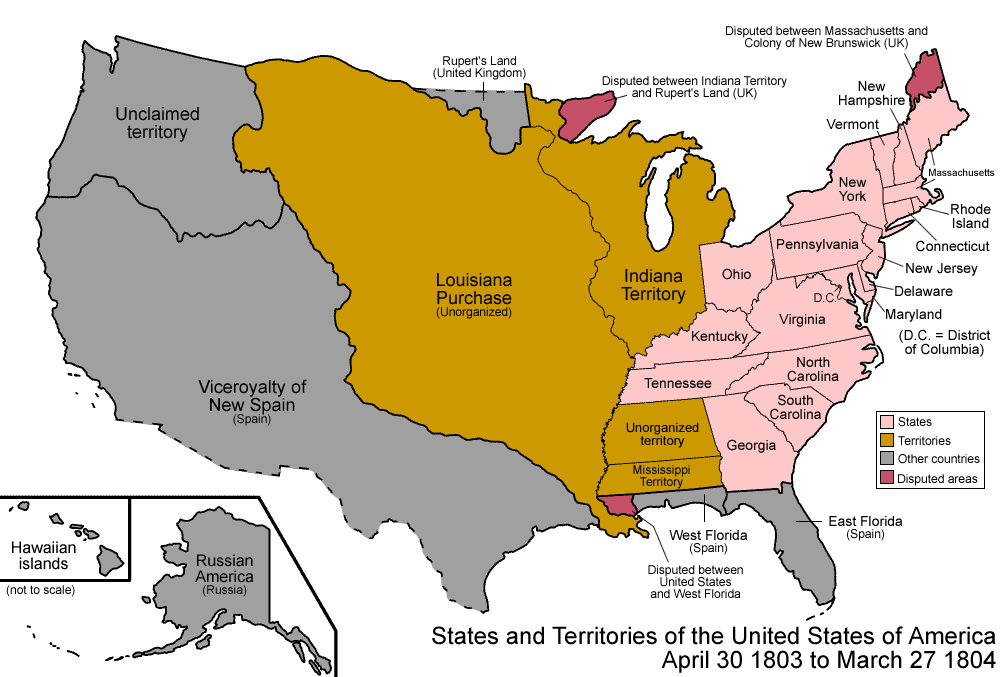
США в 1804 году

- 30 апреля 1803 года — Луизианская покупка. Соединённые Штаты приобрели у Франции Французскую Луизиану за $15 млн, увеличив свою территорию более чем вдвое[4]. Поскольку границы территории не были окончательно определены, США унаследовали несколько территориальных споров с Испанией и, позже, Мексикой.

### 1810—1830
- 27 октября 1810 года США, несмотря на протесты Испании, аннексировали Западную Флориду от устья Миссисипи до реки Пердидо, обосновав тем, что эти земли являлись частью купленной у Франции Луизианы. За месяц до аннексии там произошло антииспанское восстание поселенцев, в результате которого была провозглашена Республика Западная Флорида, но она не была признана США и прекратила существование. Однако испанцам в 1810 году удалось удержать за собой земли Западной Флориды между реками Перл и Пердидо (округ Мобил)[5].

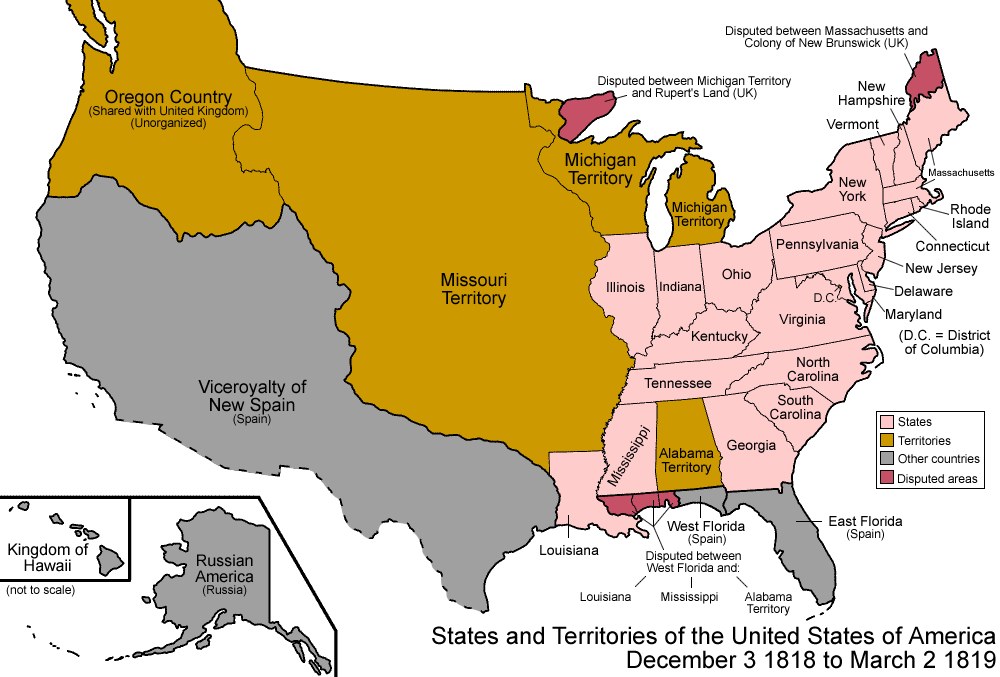
США в 1818 году

- 12 мая 1812 года США аннексировали округ Мобил (междуречье Перл—Пердидо в испанской Западной Флориде)[5]. Поводом послужила продолжавшаяся англо-американская война, в которой Испания участвовала как союзница Великобритании. Юридическое закрепление аннексии произошло в феврале 1819 года по договору Адамса — Ониса вместе с уступкой остальной испанской Флориды в пользу США.

- 20 октября 1818 года в Лондоне была заключена Англо-американская конвенция, определившая границу между США и центральной частью Британской Северной Америки (Канады) от озера Эри до Скалистых гор — при этом от Лесного озера по 49-й параллели. Это, в частности, означало, что часть американской территории в бассейне реки Молочная (Милк-Ривер) и остальные заступающие за 49-ю параллель части бывшей Французской Луизианы были отданы Канаде, а долина Красной реки (Red River Valley) канадской Земли Руперта оказалась во владении США. Кроме того, конвенция объявляла расположенную западнее Скалистых гор вплоть до побережья Тихого океана Орегонскую землю подлежащей американо-британскому «совместному использованию» в течение 10 лет (с последующим продлением)[6], фактически отложив разрешение этого территориального спора на будущее.

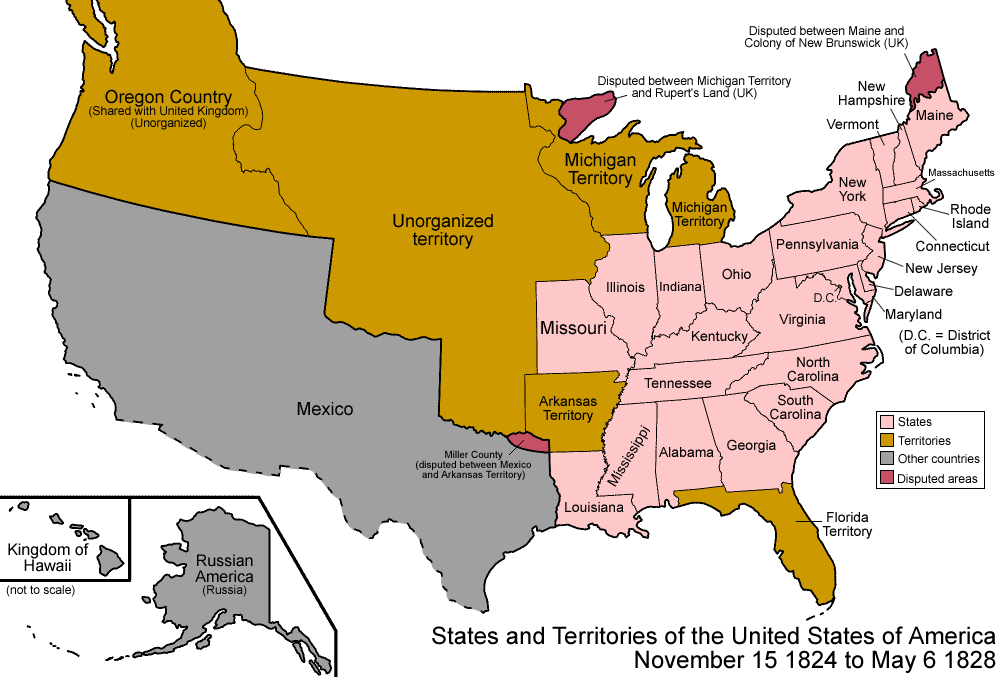
США в 1828 году

- 22 февраля 1819 года в Вашингтоне между США и Испанией был заключён Договор Адамса — Ониса, он зафиксировал передачу всей Испанской Флориды Соединённым Штатам и определил границу между США и вице-королевством Новая Испания (Мексикой, Техасом). Ослабленная Испания не могла удерживать индейские племена Флориды от набегов на США, американцам приходилось совершать встречные карательные операции далеко за пределами границы. Образовалась задолженность испанского правительства по претензиям граждан США на общую сумму около $5,5 млн. В результате Испанская Флорида была передана США бесплатно, но с обязательством оплатить эти претензии. Испано-американская граница была определена по реке Сабин от её устья на север вверх по течению до 32-й параллели, от 32-й параллели на север до Ред-Ривер, по Ред-Ривер на запад до 100-го меридиана, по 100-му меридиану на север до реки Арканзас, далее по этой реке вверх до истока, от него на север до 42-й параллели и по этой параллели на запад до Тихого океана (при этом оказался спорным участок графства Миллер). Кроме того, Испания передала США свои 250-летние претензии на тихоокеанские земли к северу от 42-й параллели[7] (Орегонская земля, Аляска).

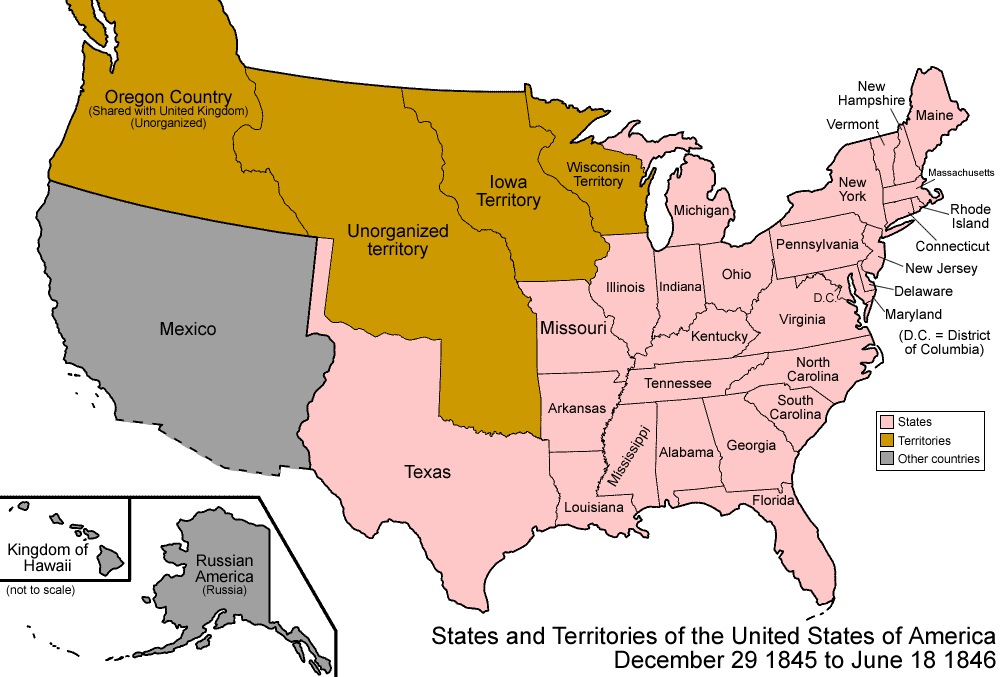
США в 1846 году

- 17 апреля 1824 года в Санкт-Петербурге Россией и США была подписана Русско-американская конвенция, она зафиксировала южную границу Русской Америки на широте 54°40'. Таким образом Россия сняла свои претензии на Орегонскую землю[8], а США установили верхнюю границу своих притязаний на побережье Тихого океана. В следующем году аналогичный договор был подписан и между Россией и Британской империей.

### 1840—1849
- 9 августа 1842 года в Вашингтоне Британская империя и США подписали Договор Уэбстера — Ашбертона, завершивший Арустукскую войну и установивший границу на спорном участке между штатом Мэн и провинцией Нью-Брансуик. Кроме того, договор уточнил границу, проходящую по Великим озёрам и на северо-востоке Территории Висконсин в районе Лесного озера[9].

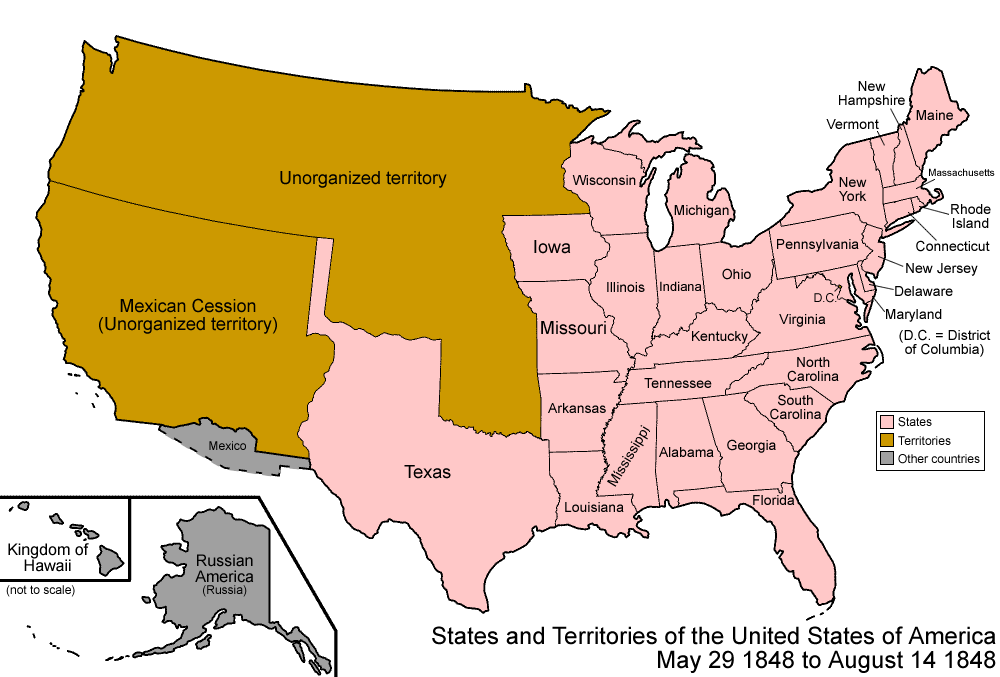
США в 1848 году

- 29 декабря 1845 года произошла аннексия Техаса по плану, разработанному независимой с 1836 года (но не признанной Мексикой) Республикой Техас и США. Штат Арканзас таким образом параллельно разрешил в свою пользу пограничный спор 1819 года из-за графства Миллер, унаследованный Мексиканским Техасом от Мексики, а ей от Испании. Совместная резолюция двух палат Конгресса США об аннексии и постановление о присоединении (Техас) намеренно не установили границ Техаса. Западная часть последнего, междуречье Рио-Гранде и Нуэсес, не контролировалось техасскими властями и оспаривалось Мексикой. Это противоречие вызвало американо-мексиканскую войну.

- 15 июня 1846 года в Вашингтоне был заключён Орегонский договор между Британской империей и США, установивший границу их владений на Орегонской земле. Несмотря на нараставшую напряжённость и наличие экспансионистских устремлений части конгрессменов США, выступавших за присоединение всей спорной территории вплоть до южной границы Русской Америки, начавшаяся война с Мексикой придала США стремления договориться по Орегону миром. В итоге граница была установлена по 49-й параллели, при этом остров Ванкувер остался целиком за Британской Северной Америкой.

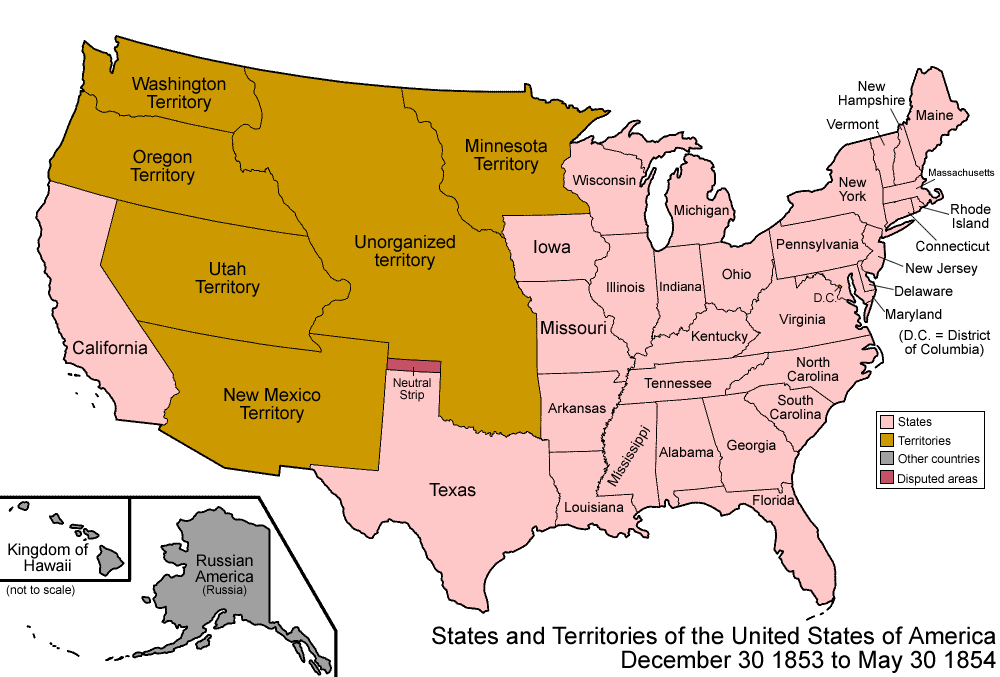
США в 1854 году

- 15 августа 1846 года в ходе американо-мексиканской войны США оккупировали территорию Нью-Мексико и заявили о её присоединении, учредили там военную администрацию, а позже — временное правительство Территории Нью-Мексико. Сопротивление части населения было подавлено. Официально Мексика отдала этот регион США в 1848 году[10].

- 2 февраля 1848 года между Мексикой и США был заключён мирный договор Гвадалупе-Идальго, согласно которому Мексика признавала утрату Техаса, отказывалась в пользу США от Верхней Калифорнии, Новой Мексики и района нижней Рио-Гранде (таким образом разрешился пограничный спор). Вместе с Техасом утраченное составило около половины всей площади Мексики (2,4 млн км²) или около 15 % территории США. За эти земли Мексика получила денежную компенсацию в $15 млн плюс погашение американским правительством частных претензий к Мексике ещё на $3,25 млн[10].

### 1850—1870

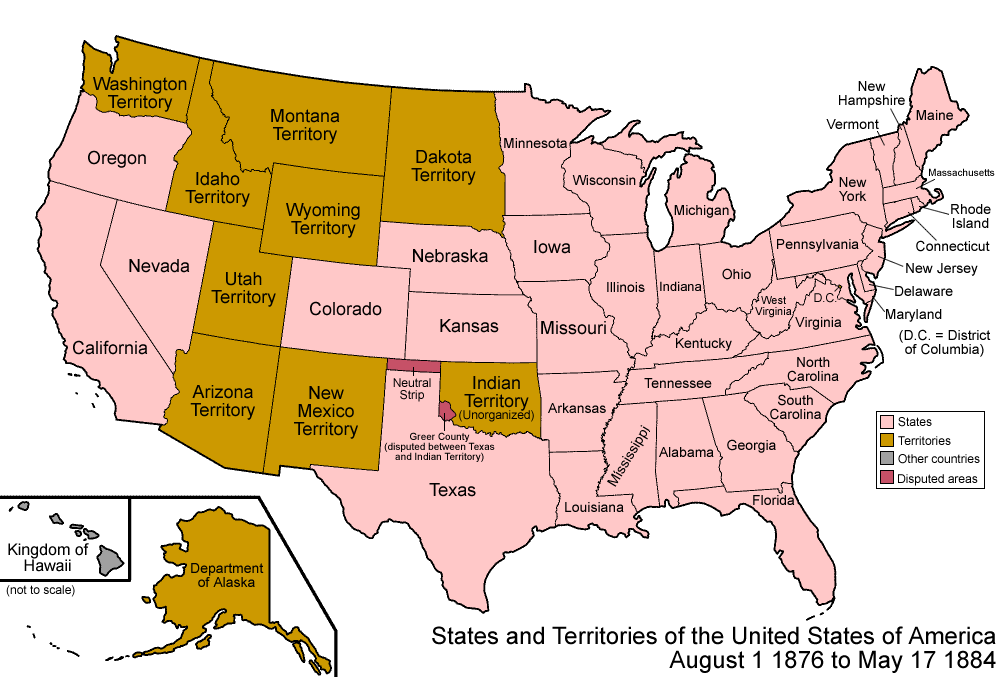
США в 1884 году

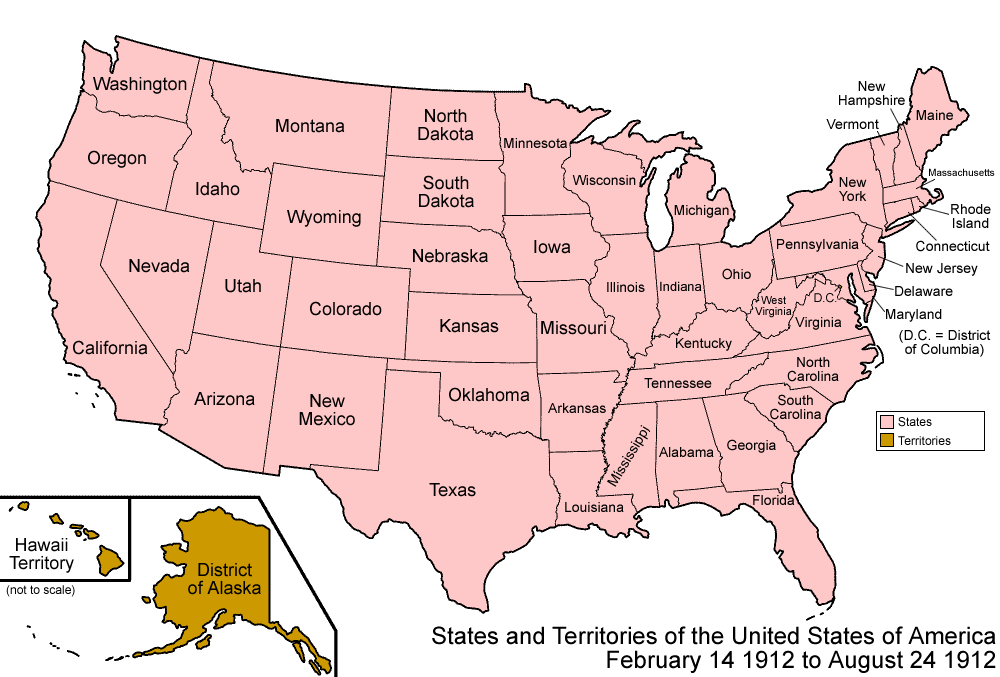
США в 1912 году

- 30 декабря 1853 года произошла «покупка Гадсдена»: за $10 млн США купили у Мексики в добавление к ранее приобретённому ещё 120 тыс. км² приграничной территории южнее реки Гила и западнее Рио-Гранде (эти земли в настоящее время составляют южные части штатов Аризона и Нью-Мексико). В качестве основной причины покупки назывался разработанный проект трансокеанской железной дороги[11].

- 18 октября 1867 года состоялась официальная церемония передачи в собственность США Русской Америки, североамериканских земель Российской империи (Аляска, Алеутские острова и др.) общей площадью около 1,52 млн км², проданных 30 марта того же года согласно подписанному в Вашингтоне двустороннему договору за $7,2 млн. Полученные за продажу деньги были потрачены Россией на оборудование для Курско-Киевской, Рязанско-Козловской, Московско-Рязанской и др. железных дорог России[12].

- 21 октября 1872 года по итогам международного арбитража под эгидой германского императора Вильгельма I, последовавшего после так и не начавшейся «Войны из-за свиньи», США получили от Британской империи острова Сан-Хуан общей площадью 455 км², расположенные между островом Ванкувер и Сиэтлом. Проблема возникла из-за нечётко прописанного в Орегонском договоре 1846 года участка границы, проходящего через острова Сан-Хуан[13].

C 1898 года США приступили к заморской экспансии и обретению колоний на Тихом океане и в Карибском море.
См. Заморская экспансия США.

### XX век
- 20 октября 1903 года с помощью арбитража был решён приграничный территориальный спор Британской империи и США, касающийся континентального побережья юго-восточной части Аляски поблизости от архипелага Александра. Граница между американской Аляской и канадской провинцией Британская Колумбия была в итоге проведена, в основном, с учётом интересов США[14].

- 24 февраля 1925 года США уступили Канаде два участка водной поверхности пограничного Лесного озера площадью 2 и 0,5 акра с целью ликвидировать неоднозначно понимаемые сторонами места в подписанном ранее (1818) договоре по этому участку границы[15].

- 23 ноября 1970 года между Мексикой и США был заключён Пограничный договор, разрешивший в пользу той или иной стороны ряд накопившихся двусторонних территориальных споров из-за периодической смены русла реки Рио-Гранде. Параллельно было решено совместными усилиями укрепить определённые участки дна реки и следить за её состоянием. Всего с 1910 по 1976 год США таким образом приобрели за счёт Мексики 71,68 км², а Мексика за счёт США — 47,19 км²[16].